# Strait-Jacket
Strait-Jacket is een film uit 1964 onder regie van William Castle. De film werd genomineerd bij de Academy Awards en Golden Globes. Na het succes van What Ever Happened to Baby Jane? (1962) waren er verscheidene oudere actrices die horrorfilms maakten in de jaren 60. Hieronder waren Joan Crawford, Bette Davis en Barbara Stanwyck. Deze horrorfilm bevat de destijds oudere Crawford, die Joan Blondell verving nadat zij gewond raakte.

## Verhaal
Wanneer Lucy Harbin terugkeert naar huis, treft ze haar echtgenoot Fred aan in bed met een andere vrouw. Ze wordt woedend en vermoordt hen met een bijl. Haar driejarige dochter Carol is hier de getuige van.
Nadat ze twintig jaar heeft doorgebracht in een psychiatrisch ziekenhuis voor de ontoerekeningsvatbaarheid, wordt ze vrijgelaten en arriveert ze op de boerderij van haar broer en schoonzus, Bill Cutler en Emily. Dit doet ze om bij haar dochter Carol te wonen, die haar na een paar ongemakkelijkheden welkom heet. Ook boer Leo Krause woont in het huis.
Carol is een beeldschone beeldhouwster die vanuit elk opzicht perfect lijkt, ondanks het horror dat ze zag als kind. Zeer spoedig zal ze trouwen met Michael Fields, de rijkste man uit de stad. Ze probeert een relatie op te bouwen met haar moeder, die onmogelijk is om mee om te gaan. Wanneer dit ook duidelijk wordt tot Carol, wil ze niets liever dan van Lucy af te komen en terug te keren naar haar leven in de bovenklasse. Om nog het beste van alles te maken, geeft ze het metamorfose waardoor ze twintig jaar jonger lijkt. Lucy beseft dit zelf ook en begint zich aantrekkelijk te voelen, waardoor ze de verloofde van haar dochter begint te verleiden.
Wanneer het hoofd van Dr. Anderson in een vriezer wordt gevonden, is Lucy de hoofdverdachte en probeert iedereen haar weer terug te krijgen in het psychiatrisch ziekenhuis.

## Rolverdeling
| Acteur          | Personage      |
| --------------- | -------------- |
| Joan Crawford   | Lucy Harbin    |
| Diane Baker     | Carol Harbin   |
| Leif Erickson   | Bill Cutler    |
| Howard St. John | Raymond Fields |
| George Kennedy  | Leo Krause     |